# Биржишка, Вацловас
Ва́цловас Биржи́шка (лит. Vaclovas Biržiška; 2 декабря 1884, Векшне, Российская империя — 3 января 1956, Уотербери, США) — литовский юрист, библиограф, историк культуры, общественный и политический деятель; член Академии наук Литвы (1941); брат Виктораса Биржишки и Миколаса Биржишки.

## Биография
С 1875 года учился в мужской гимназии в Шавлях. В 1903 году поступил в Императорский Санкт-Петербургский университет, где сначала изучал естественные науки и математику, а затем в 1904 году перевёлся на юридический факультет. Был деятельным членом тайного студенческого литовского общества и его председателем в 1907—1908 годах.
Осенью 1905 года, когда университет был закрыт из-за волнений, работал в типографии в Вильне. В 1906 году стал её заведующим. Участвовал в Великом Вильнюсском сейме. Был издателем газет «Науёйи Гадине» („Naujoji Gadynė“), «Скардас» („Skardas“), «Жария» („Žarija“), «Эхо», «Топор», в 1910—1911 годах — журнала «Висуомене» („Visuomenė“; «Общество»).
Участвовал в литовском хоре, принимал участие в первом публичном литовском спектакле в Вильне «Князь Пиленай» („Pilėnų kunigaikštis“). По возвращении в Петербург принимал участие в деятельности литовской социал-демократической партии (ЛСДРП). Окончив в 1909 году университет, в 1910—1911 годах работал помощником адвоката в Вильне. Был библиотекарем литовского общества «Рута», работал в библиотеке Литовского научного общества.
Был посвящён в масонство в 1911 году в виленской ложе Литва, входившей в союз ВВНР. В 1921 году член виленской ложи союза Великого Востока Литвы.
В 1911—1912 годах служил в армии. В запас вышел в чине прапорщика. В 1912—1914 годах был адвокатом в Шавлях. Организовал тайный кружок школьников, в котором участвовал Юлюс Янонис и другие будущие деятели левой ориентации.
В 1914 году был мобилизован в армию. После Февральской революции избирался в армейские комитеты 11-й, затем 4-й армий. После большевистского переворота был арестован в Румынии, но бежал в Москву. В 1918 году был арестован как бывший офицер. Избежал расстрела, согласившись стать комиссаром просвещения в вильнюсском правительстве Винцаса Капсукаса — Совнаркоме Литовской советской республики и Литбела (Литовско-Белорусской Советской Социалистической Республики) с января по март 1919 года.
В апреле 1919 года после того, как город заняли польские войска, был арестован и месяц провёл в Лукишской тюрьме. Работал учителем в литовской гимназии, женской гимназии Машётене, учительской семинарии общества «Ритас», преподавателем высших курсов Литовского научного общества (1919—1920). В 1920 году заведовал библиотекой университета. В 1920 году, когда Вильно вновь было занято польскими частями, пешком ушёл в Каунас.
Служил в Литовской армии (1920—1923), до 1925 года был преподавателем Высших офицерских курсов, одновременно работал помощником заведующего Государственной центральной библиотеки Э. Вольтера, членом Государственной археографической комиссии, с 1921 года — первым директором гимназии профсоюза учителей для взрослых. Организовал и до 1926 года руководил Народным университетом имени Винцаса Кудирки.
С 1922 года доцент юридического факультета Литовского университета (c 1930 года Университета Витовта Великого), с 1930 года ординарный профессор. На гуманитарном факультете преподавал библиографию и историю литовской книги. В 1922—1930 годах был секретарём юридического факультета, в 1933—1935 годах его деканом. В 1923—1944 годах директор библиотеки университета в Каунасе. Был председателем Общества библиотекарей Литвы (1931—1944).
В 1940—1941 годах директор библиотеки университета в Вильнюсе и декан юридического факультета. В 1941 году советскими властями удалён из Вильнюсского университета. Преподавал в Каунасе на философском факультете.
В июле 1944 года с приближением советских войск эмигрировал в Германию. Был профессором Балтийского университета в Гамбурге и Пиннеберге (1946—1949). С 1946 года почётный член Общества литовских писателей. В 1949 году переехал в США. Был почётным консультантом Библиотеки Конгресса в Вашингтоне (1951—1953).
Умер в Уотербери. 11 июля 2018 года прах был перезахоронен на кладбище Расу в Вильнюсе.

## Научная и библиографическая деятельность
С 1906 года сотрудничал в периодической печати. Автор свыше 13 тысяч статей в периодических изданиях и энциклопедиях и более чем 50 отдельных публикаций. Собирал библиографические материалы и редактировал библиографические издания «Книгос» („Knygos“; 1922—1926), «Библиографиёс жинёс» („Bibliografijos žinios“; 1928—1943), был редактором продолжающегося издания «Мусу сянове» („Mūsų senovė“; 1937—1940). В 1933—1944 годах редактор «Литовской энциклопедии» („Lietuviškoji enciklopedija“), в 1953—1954 был главным редактором выходившей в США литовской энциклопедии („Lietuvių enciklopedija“). Издавал архивные материалы. Одна из важнейших работ Биржишки — трёхтомный биобиблиографический справочник литовских писателей, писавших между 1475 и 1865 годами, изданный посмертно под названием „Aleksandrynas“ в Чикаго (1960, 1963, 1965).

## Награды
- Награждён орденом Гядиминаса 3-й степени (1928).

## Память
- Именем Вацловаса Биржишки в 1990 году названа улица в Каунасе.
- В 2009 году в его честь выпущена марка почты Литвы в серии «Выдающиеся люди» („Žymūs žmonės“).

## Основные труды
- Lietuvių bibliografija. 4 d. 1924—1939
- Lietuviškų knygų istorijos bruožai. D. 1. 1930
- Iš mūsų laikraščių praeities. 1932
- Lietuviškieji slapyvardžiai ir slapyraidės. 2 t. Kaunas, 1943—-1944
- Lietuvių rašytojų kalendorius. Tubingen, 1946
- Senųjų lietuviškųjų knygų istorija. 2 t. Chicago, 1953—1957
- Aleksandrynas. 3 t. Čukaga, 1960—1965; второе издание: Vilnius, 1990
- Praeities pabiros. 1960
- Lietuvos studentai užsienio universitetuose XIV—XVIII amžiais. 1987
- Amerikos lietuvių spauda 1874—1910. Bibliografija. 1994
- Knygotyros darbai. 1998
- Abraham Kulvietis (English). Pinneberg, 1947
- Martin Mažvydas und seine Mitarbeiter. Heidelberg, 1948.